# Decade of Roma Inclusion
Decade of Roma Inclusion, Decenniet för romsk integration eller årtiondet för integrering av romer är ett initiativ av tolv central- och sydeuropeiska länder att förbättra den socioekonomiska integrationen för den romska minoriteten i området. Initiativet startade 2005 och fortsätter fram till 2015, och är det första multinationella projektet för att förbättra förhållandet för romer.
De tolv länderna är Albanien, Bosnien och Hercegovina, Bulgarien, Kroatien, Makedonien, Montenegro, Rumänien, Serbien, Slovakien, Spanien, Tjeckien och Ungern. Dessa länder har en betydande romsk minoritet som lider av att ha blivit utsatt för både social och ekonomisk diskriminering.
Regeringarna i deltagarländerna beslöt 2005 att särskilda ansträngningar skulle göras för att minska det gap i välfärd och levnadsförhållande som finns mellan romer och icke-romer och även sätta ett slut för den spiral av fattigdom och utanförskap som många romer drabbats av.